# Pseudolestes mirabilis
Pseudolestes mirabilis är en trollsländeart som beskrevs av Kirby 1900. Pseudolestes mirabilis ingår i släktet Pseudolestes och familjen Pseudolestidae. Inga underarter finns listade i Catalogue of Life.